# Laubach (Bas-Rhin)
Pour les articles homonymes, voir Laubach.
Laubach est une commune française située dans la circonscription administrative du Bas-Rhin et, depuis le 1er janvier 2021, dans le territoire de la Collectivité européenne d'Alsace, en région Grand Est.
Cette commune se trouve dans la région historique et culturelle d'Alsace.

## Géographie

### Localisation
La commune est à 1,7 km de Forstheim et Eschbach, 4,5 de Mertzwiller et 10,6 de Haguenau.
Le territoire de la commune est limitrophe de ceux de quatre communes :
|             | Forstheim |          |
| Mertzwiller | Laubach   | Eschbach |
|             | Haguenau  |          |

### Géologie et relief
La commune se compose de 30,80 hectares de territoires artificialisés (18,12 %), 106,20 hectares de territoires agricoles (62,47 %) et 33,41 hectares de forêts et milieux semi-naturels (19,651 %).
la commune se compose de 30,80 ha de territoires artificialisés (18,12 %), 106,20 ha de territoires agricoles (62,47 %) et 33,41 ha de forêts et milieux semi-naturels (19,65 %).
Paysage de collines avec vergers du Pays de Hanau.
Massif forestier de Haguenau et ensembles de landes et prairies en lisière.
Carte géologique. Système d’information pour la gestion de l’Aquifère rhénan.

### Hydrographie et les eaux souterraines
Hydrogéologie et climatologie : Système d’information pour la gestion des eaux souterraines du bassin Rhin-Meuse :
Territoire communal : Occupation du sol (Corinne Land Cover); Cours d'eau (BD Carthage),
Géologie : Carte géologique; Coupes géologiques et techniques,
 Hydrogéologie : Masses d'eau souterraine; BD Lisa; Cartes piézométriques.

#### Réseau hydrographique
La commune est dans le bassin versant du Rhin au sein du bassin Rhin-Meuse. Elle est drainée par le ruisseau l'Eberbach,.
L'Eberbach, d'une longueur de 44 km, prend sa source dans la commune de Gundershoffen et se jette  dans la Sauer à Forstfeld, après avoir traversé 14 communes. 

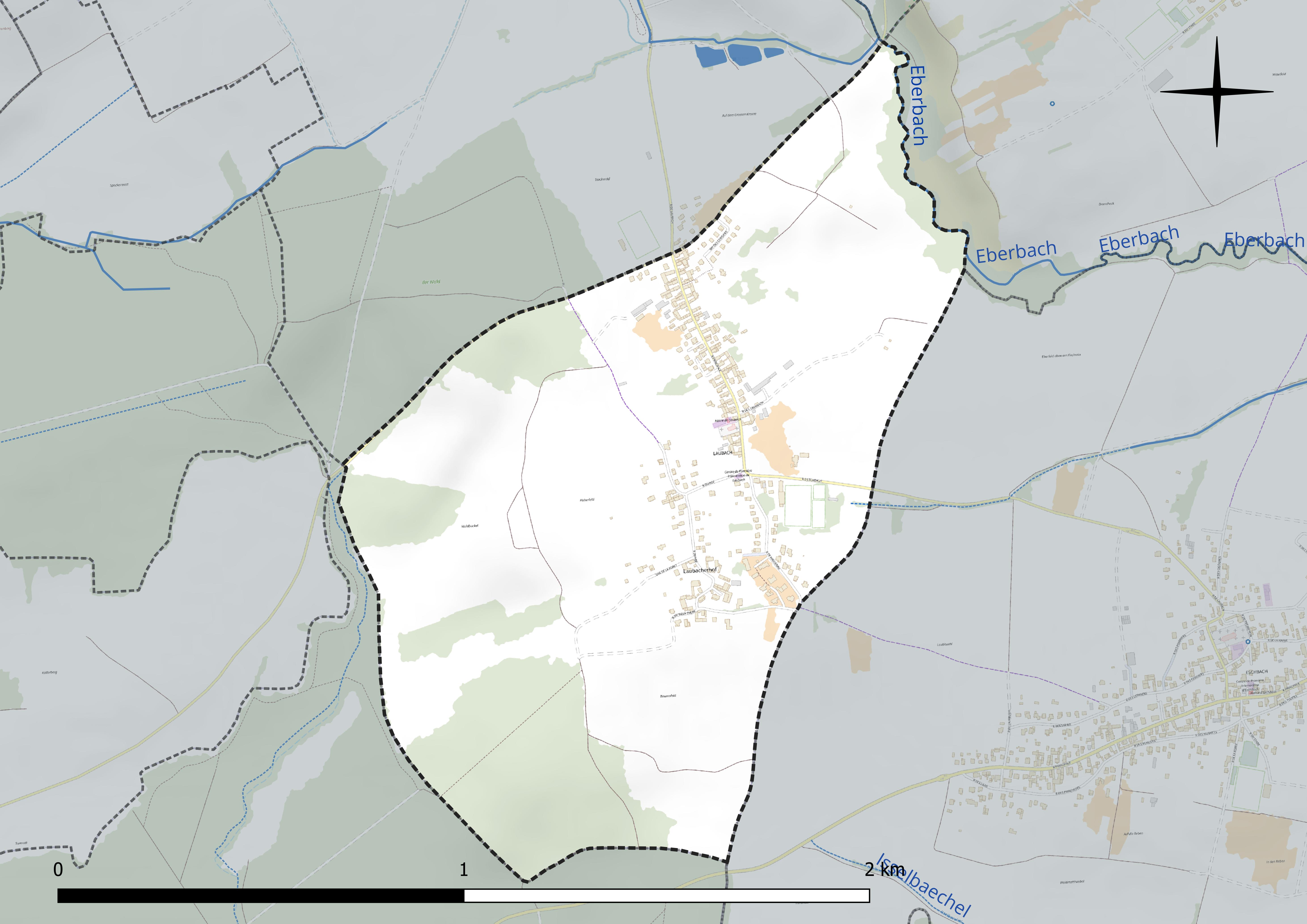
Réseau hydrographique de Laubach.

#### Gestion et qualité des eaux
Le territoire communal est couvert par le schéma d'aménagement et de gestion des eaux (SAGE) « Moder ». Ce document de planification concerne le bassin versant de la Moder dont le territoire s'étend sur 1 720 km2. Le périmètre a été arrêté le 25 janvier 2006. La commission locale de l'eau a été créée le 12 juillet 2007, puis modifiée le 14 décembre 2021. La structure porteuse de l'élaboration et de la mise en œuvre est le Syndicat des eaux et de l’assainissement Alsace-Moselle (SDEA). 
La qualité des cours d’eau peut être consultée sur un site dédié géré par les agences de l’eau et l’Agence française pour la biodiversité.

### Climat
Pour des articles plus généraux, voir Climat du Grand Est et Climat du Bas-Rhin.
En 2010, le climat de la commune est de type climat des marges montargnardes, selon une étude du Centre national de la recherche scientifique s'appuyant sur une série de données couvrant la période 1971-2000. En 2020, Météo-France publie une typologie des climats de la France métropolitaine dans laquelle la commune est exposée à un climat semi-continental et est dans la région climatique  Vosges, caractérisée par une pluviométrie très élevée (1 500 à 2 000 mm/an) en toutes saisons et un hiver rude (moins de 1 °C). 
Pour la période 1971-2000, la température annuelle moyenne est de 10,4 °C, avec une amplitude thermique annuelle de 17,8 °C. Le cumul annuel moyen de précipitations est de 826 mm, avec 10,9 jours de précipitations en janvier et 10,5 jours en juillet. Pour la période 1991-2020, la température moyenne annuelle observée sur la station météorologique de Météo-France la plus proche, « Preuschdorf », sur la commune de Preuschdorf à 9 km à vol d'oiseau, est de 11,3 °C et le cumul annuel moyen de précipitations est de 834,2 mm. 
La température maximale relevée sur cette station est de 39,8 °C, atteinte le 4 juillet 2015 ; la température minimale est de −19,9 °C, atteinte le 8 janvier 1985,,. 
Les paramètres climatiques de la commune ont été estimés pour le milieu du siècle (2041-2070) selon différents scénarios d'émission de gaz à effet de serre à partir des nouvelles projections climatiques de référence DRIAS-2020. Ils sont consultables sur un site dédié publié par Météo-France en novembre 2022.

## Urbanisme

### Typologie
Au 1er janvier 2024, Laubach est catégorisée commune rurale à habitat dispersé, selon la nouvelle grille communale de densité à sept niveaux définie par l'Insee en 2022.
Elle est située hors unité urbaine. Par ailleurs la commune fait partie de l'aire d'attraction de Haguenau, dont elle est une commune de la couronne,. Cette aire, qui regroupe 34 communes, est catégorisée dans les aires de 50 000 à moins de 200 000 habitants,.

### Occupation des sols
L'occupation des sols de la commune, telle qu'elle ressort de la base de données européenne d’occupation biophysique des sols Corine Land Cover (CLC), est marquée par l'importance des territoires agricoles (63,4 % en 2018), en diminution par rapport à 1990 (81,8 %). La répartition détaillée en 2018 est la suivante : 
terres arables (45,4 %), zones urbanisées (18,4 %), forêts (18,2 %), prairies (16,1 %), zones agricoles hétérogènes (1,9 %). L'évolution de l’occupation des sols de la commune et de ses infrastructures peut être observée sur les différentes représentations cartographiques du territoire : la carte de Cassini (XVIIIe siècle), la carte d'état-major (1820-1866) et les cartes ou photos aériennes de l'IGN pour la période actuelle (1950 à aujourd'hui).

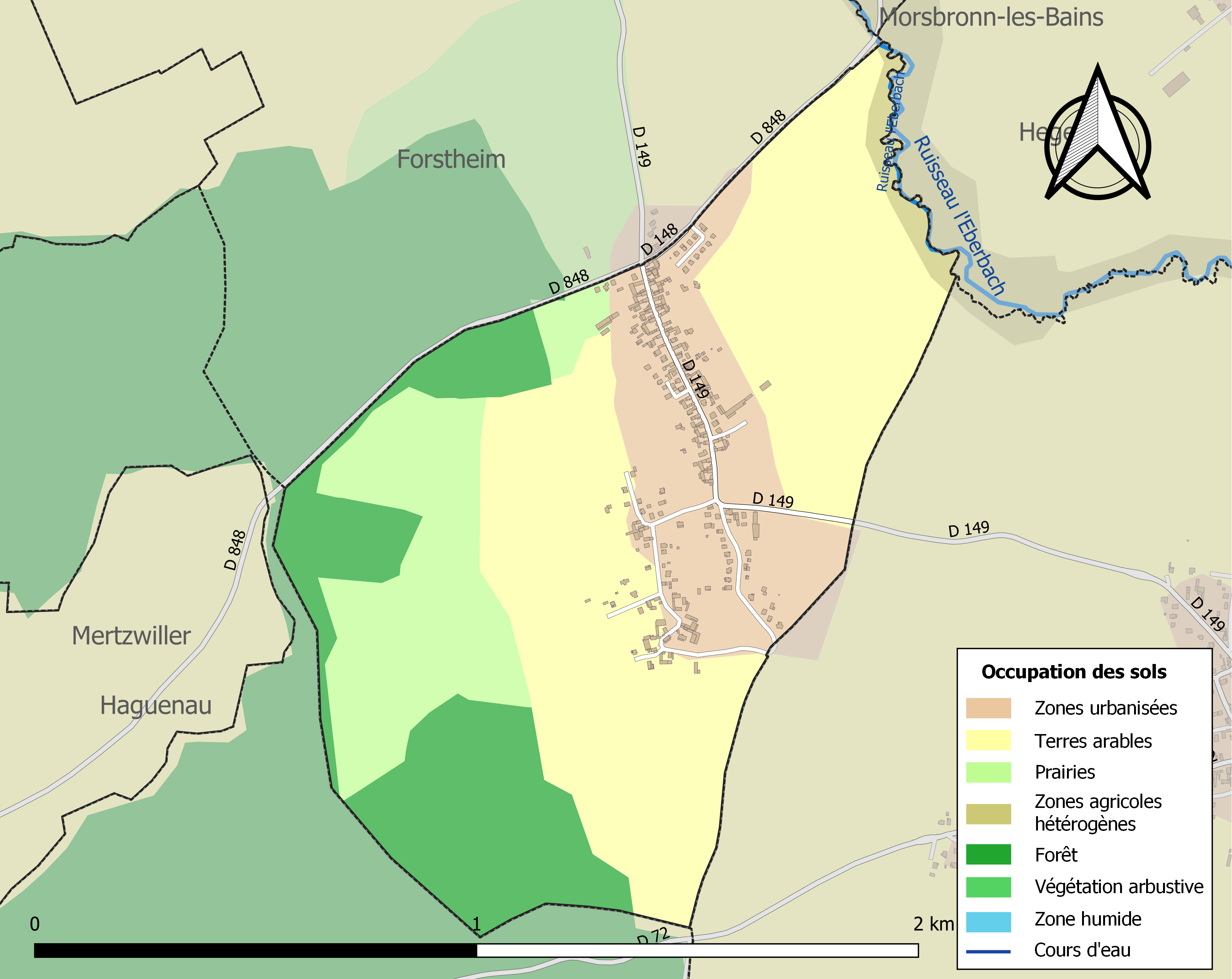
Carte des infrastructures et de l'occupation des sols de la commune en 2018 (CLC).

Commune couverte par le plan local d'urbanisme, dont la dernière procédure a été approuvée le 31 mars 2022.

### Voies de communications et transports

#### Voies routières
- D 148 vers Mertzwiller[21], Eschbach, Morbronn-les-Bains, Durrenbach,
- D 149 vers Forstheim.

#### Transports en commun

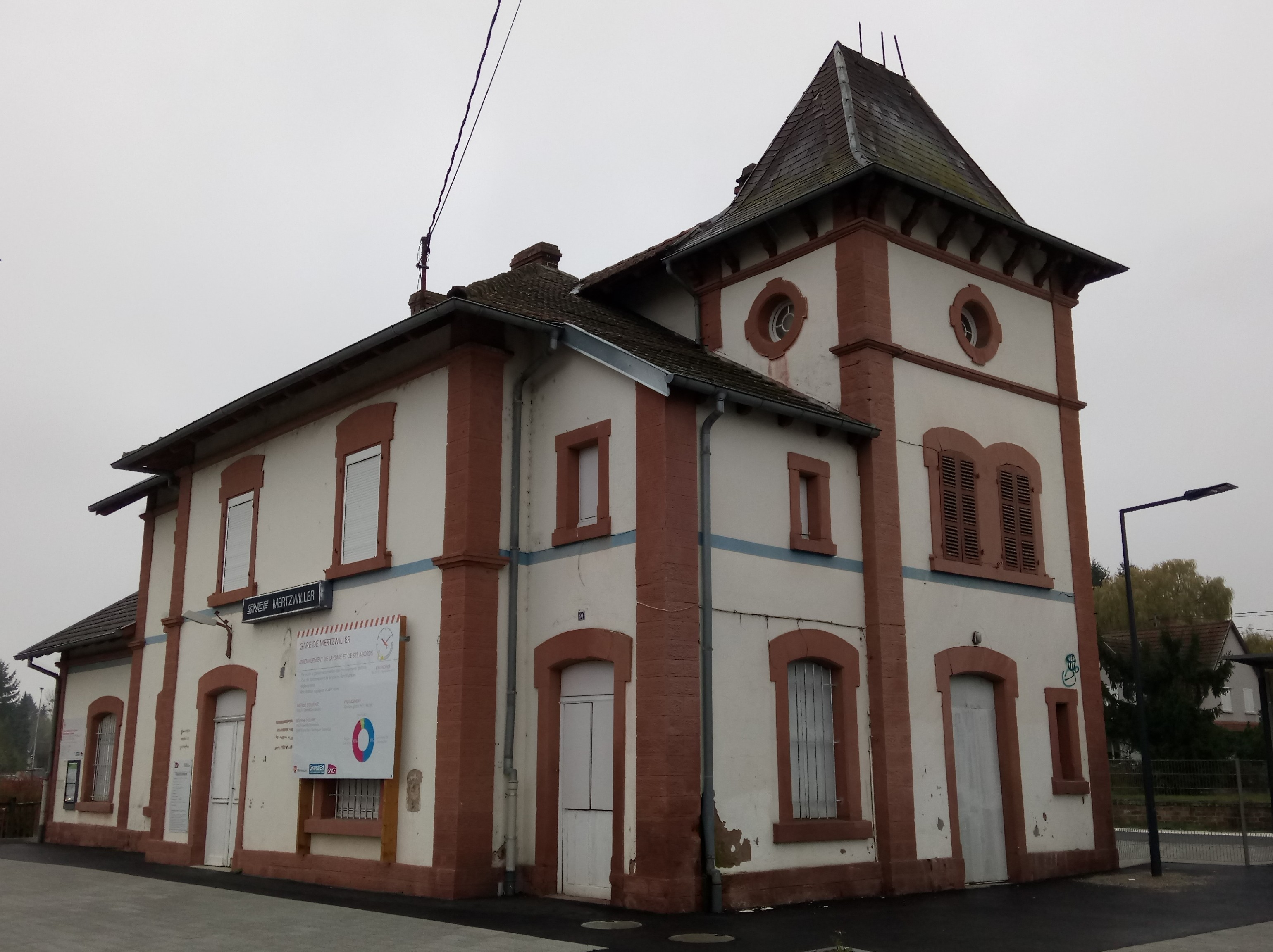
Gare de Mertzwiller.

- Transports en Alsace.
- Fluo Grand Est.

##### SNCF
- Gare de Reichshoffen,
- Gare de Gundershoffen,
- Gare de Mertzwiller,
- Gare de Walbourg,
- Gare de Niederbronn-les-Bains.

### Risques naturels et technologiques
Commune située dans une zone de sismicité modérée.

## Histoire
En 1119, l'abbaye bénédictine de Walbourg reçut la commune de Durrenbach et le hameau de Hinterfeld comme biens propres et plus tard les villages de Biblisheim et Laubach.
En 1546 l'abbaye fut incorporée sur ordre du pape Paul III à la prévôté de Wissembourg, qui dépendait du chapitre de Spire. Après la guerre de Trente Ans qui endommagea sévèrement le couvent, il devint la propriété du grand séminaire de Strasbourg nouvellement créé, par décision du Conseil souverain d'Alsace, en 1657.
Mais, en 1684, le conseil souverain ayant annulé cette incorporation, les revenus de l'ancienne abbaye, et les villages, furent affectés par lettres-patentes du « cardinal de Fürstenberg ». au séminaire épiscopal de Strasbourg
La bataille de Wœrth-Frœschwiller du 6 août 1793 a certes épargné le village, mais la "Grande guerre" a, elle, vidé Lambach de sa population masculine.
La Seconde Guerre mondiale a, à nouveau décimé la population en l'impliquant directement dans la guerre.
Comme Haguenau, après une première offensive par l'armée américaine le 9 décembre 1944, la libération du village n'a été effective par les alliés que le 16 mars 1945.

## Politique et administration

### Découpage territorial

#### Commune et intercommunalités
Commune membre de la communauté de communes Sauer-Pechelbronn.

### Élections municipales et communautaires

#### Liste des maires
| Période                                  | Période                   | Identité                                           | Étiquette | Qualité |
| ---------------------------------------- | ------------------------- | -------------------------------------------------- | --------- | ------- |
| Les données manquantes sont à compléter. |                           |                                                    |           |         |
| mars 2001                                | mars 2008                 | Jean-Pierre Winling                                |           |         |
| mars 2008                                | En cours (au 31 mai 2020) | Jean-Louis Klipfel, Réélu pour le mandat 2020-2026 |           |         |

## Finances communales

### Budget et fiscalité 2023

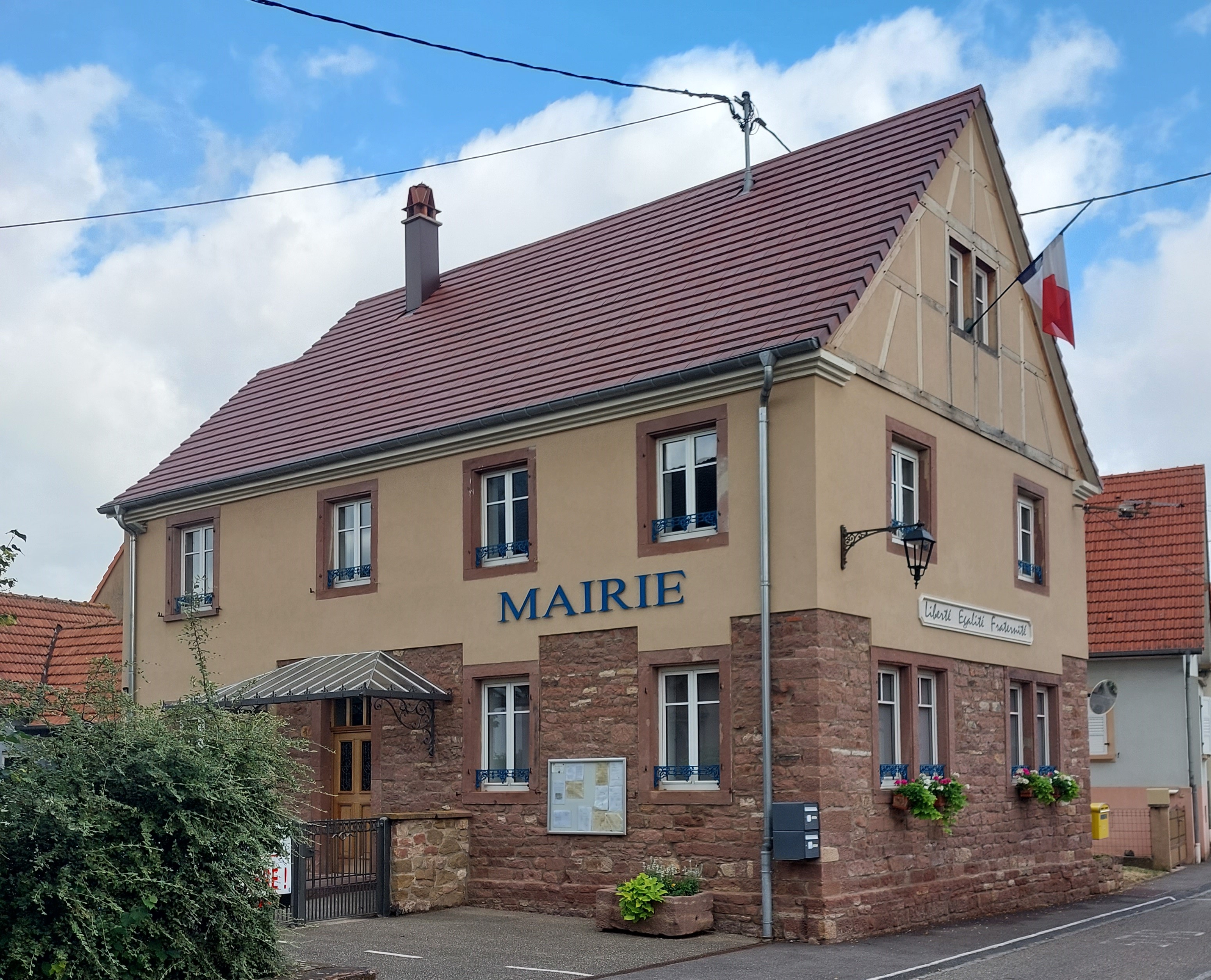
La mairie.

En 2023, le budget de la commune était constitué ainsi :
- total des produits de fonctionnement : 192 000 €, soit 593 € par habitant ;
- total des charges de fonctionnement : 142 000 €, soit 437 € par habitant ;
- total des ressources d'investissement : 274 000 €, soit 847 € par habitant ;
- total des emplois d'investissement : 128 000 €, soit 395 € par habitant ;
- endettement : 0 €, soit 0 € par habitant.

Avec les taux de fiscalité suivants :
- taxe d'habitation : 10,81 % ;
- taxe foncière sur les propriétés bâties : 23,98 % ;
- taxe foncière sur les propriétés non bâties : 58,03 % ;
- taxe additionnelle à la taxe foncière sur les propriétés non bâties : 0,00 % ;
- cotisation foncière des entreprises : 0,00 %.

Chiffres clés Revenus et pauvreté des ménages en 2021 : médiane en 2021 du revenu disponible, par unité de consommation : 29 150 €.

## Équipements et services publics

### Enseignement
Établissements d'enseignements :
- École maternelle et primaire[32],
- Collèges à Mertzwiller, Walbourg, Schweighouse-sur-Moder, Wœrth, Reichshoffen,
- Lycées à Walbourg, Haguenau.

### Santé
Professionnels et établissements de santé :
- Médecins à Eschbach, Morsbronn-les-Bains, Mertzwiller, Gundershoffen,
- Pharmacies à Morsbronn-les-Bains, Mertzwiller, Gundershoffen, Woerth, Reichshoffen,
- Hôpitaux à Goersdorf, Haguenau, Niederbronn-les-Bains.

## Population et société

### Démographie

#### Évolution démographique
L'évolution du nombre d'habitants est connue à travers les recensements de la population effectués dans la commune depuis 1793. Pour les communes de moins de 10 000 habitants, une enquête de recensement portant sur toute la population est réalisée tous les cinq ans, les populations de référence des années intermédiaires étant quant à elles estimées par interpolation ou extrapolation. Pour la commune, le premier recensement exhaustif entrant dans le cadre du nouveau dispositif a été réalisé en 2008.

En 2022, la commune comptait 313 habitants, en évolution de −1,88 % par rapport à 2016 (Bas-Rhin : +3,17 %, France hors Mayotte : +2,11 %).
| 1793 | 1800 | 1806 | 1821 | 1831 | 1836 | 1841 | 1846 | 1851 |
| ---- | ---- | ---- | ---- | ---- | ---- | ---- | ---- | ---- |
| 138  | 163  | 140  | 158  | 204  | 232  | 218  | 223  | 244  |

| 1856 | 1861 | 1866 | 1871 | 1875 | 1880 | 1885 | 1890 | 1895 |
| ---- | ---- | ---- | ---- | ---- | ---- | ---- | ---- | ---- |
| 241  | 258  | 240  | 223  | 221  | 241  | 255  | 238  | 234  |

| 1900 | 1905 | 1910 | 1921 | 1926 | 1931 | 1936 | 1946 | 1954 |
| ---- | ---- | ---- | ---- | ---- | ---- | ---- | ---- | ---- |
| 245  | 236  | 249  | 247  | 240  | 248  | 217  | 216  | 204  |

| 1962 | 1968 | 1975 | 1982 | 1990 | 1999 | 2006 | 2008 | 2013 |
| ---- | ---- | ---- | ---- | ---- | ---- | ---- | ---- | ---- |
| 219  | 235  | 232  | 240  | 252  | 275  | 295  | 301  | 311  |

| 2018 | 2022 | - | - | - | - | - | - | - |
| ---- | ---- | - | - | - | - | - | - | - |
| 322  | 313  | - | - | - | - | - | - | - |

### Cultes
- Culte catholique[38], diocèse de Strasbourg.

## Économie

### Entreprises et commerces

#### Agriculture
- Culture de fruits à pépins et à noyau,
- Élevage de vaches laitières,
- Élevage de chevaux et d'autres équidés,
- Culture de céréales, de légumineuses et de graines oléagineuses.

#### Tourisme
- Restaurant La Merise[39].
- Gîte de France.

#### Commerces
- Commerces de proximité à Gundershoffen, Durrenbach, Reichsoffen.

## Culture locale et patrimoine

### Lieux et monuments

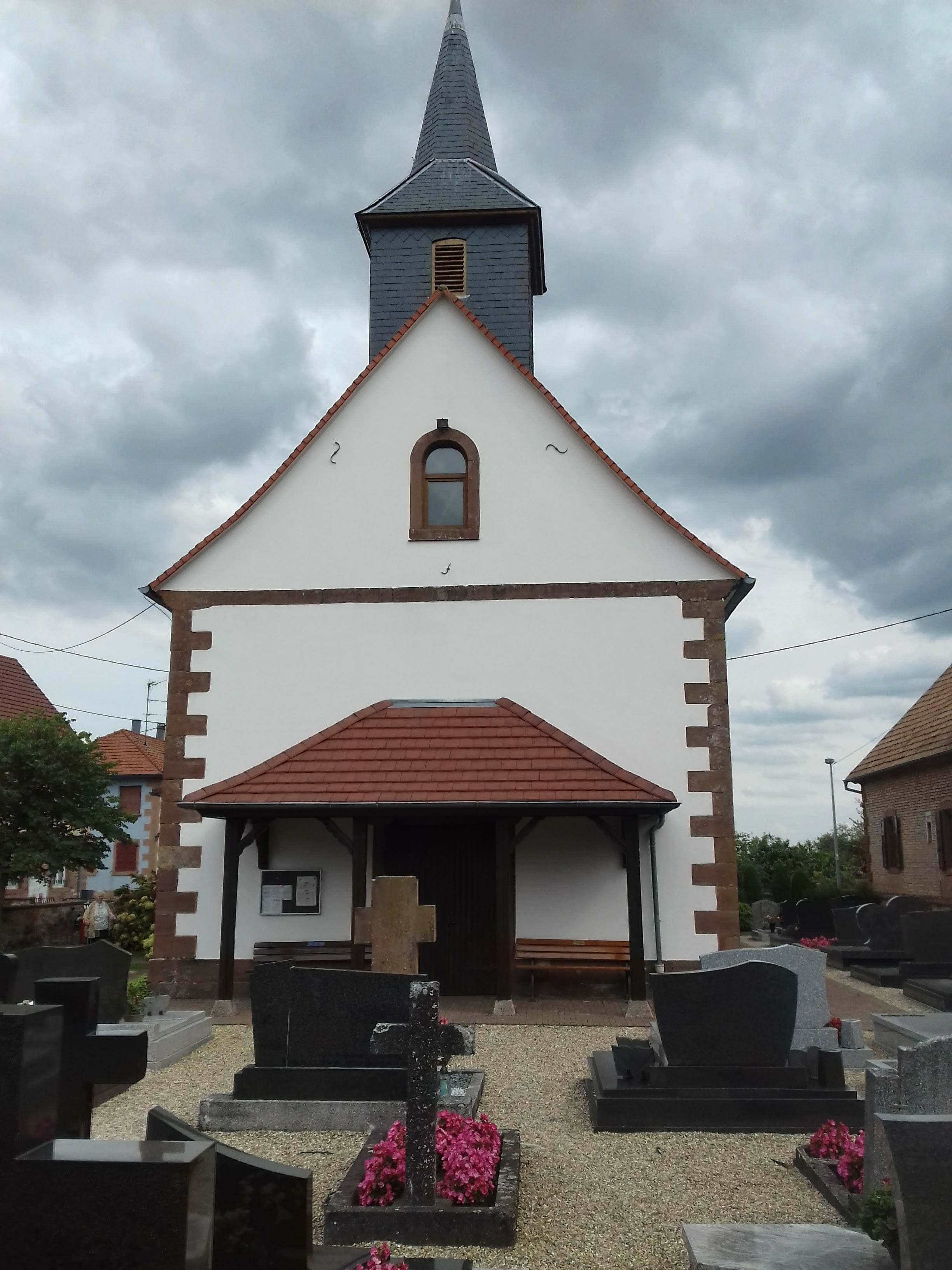
Église Saint-Joseph.
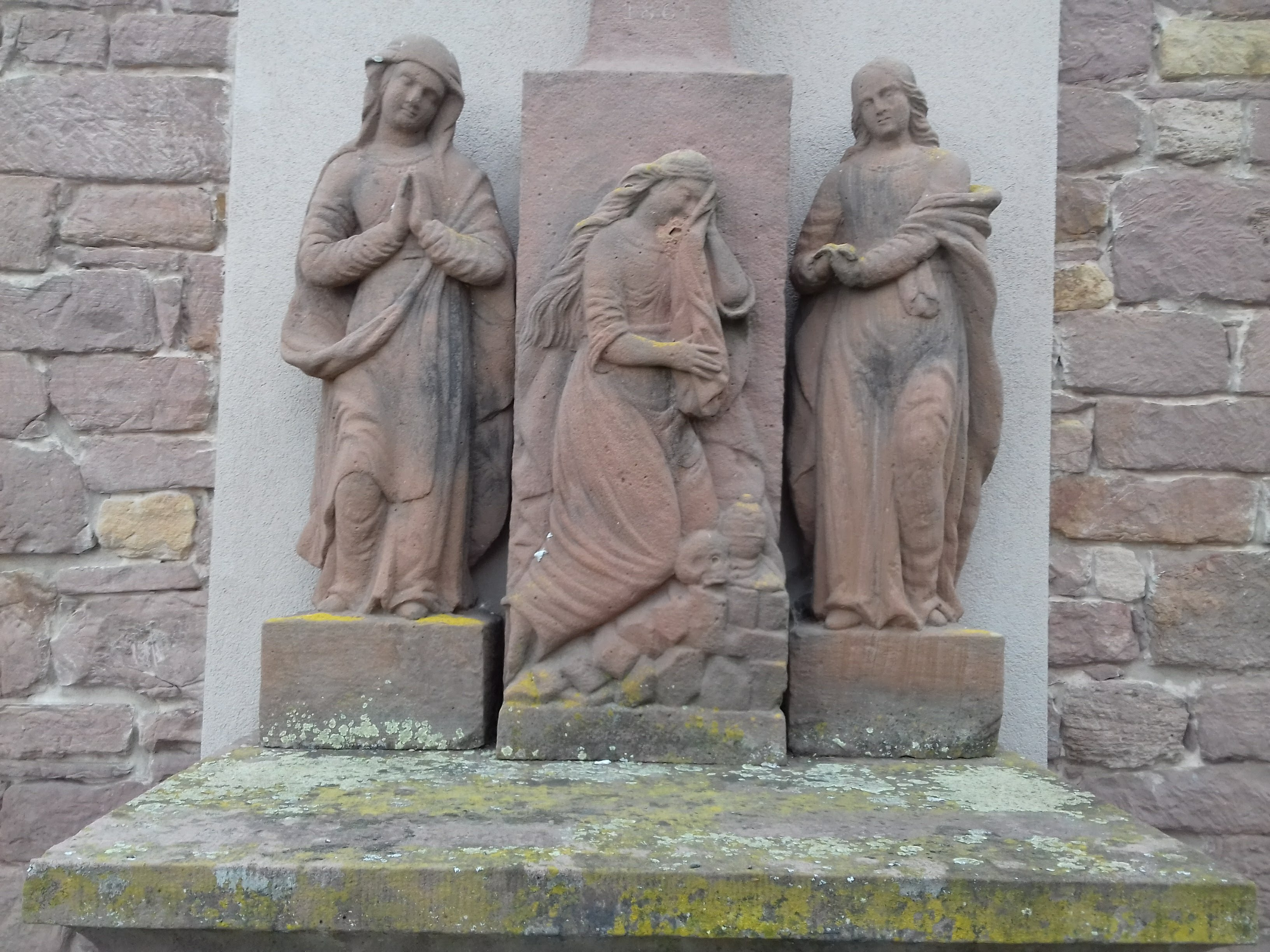
Calvaire.
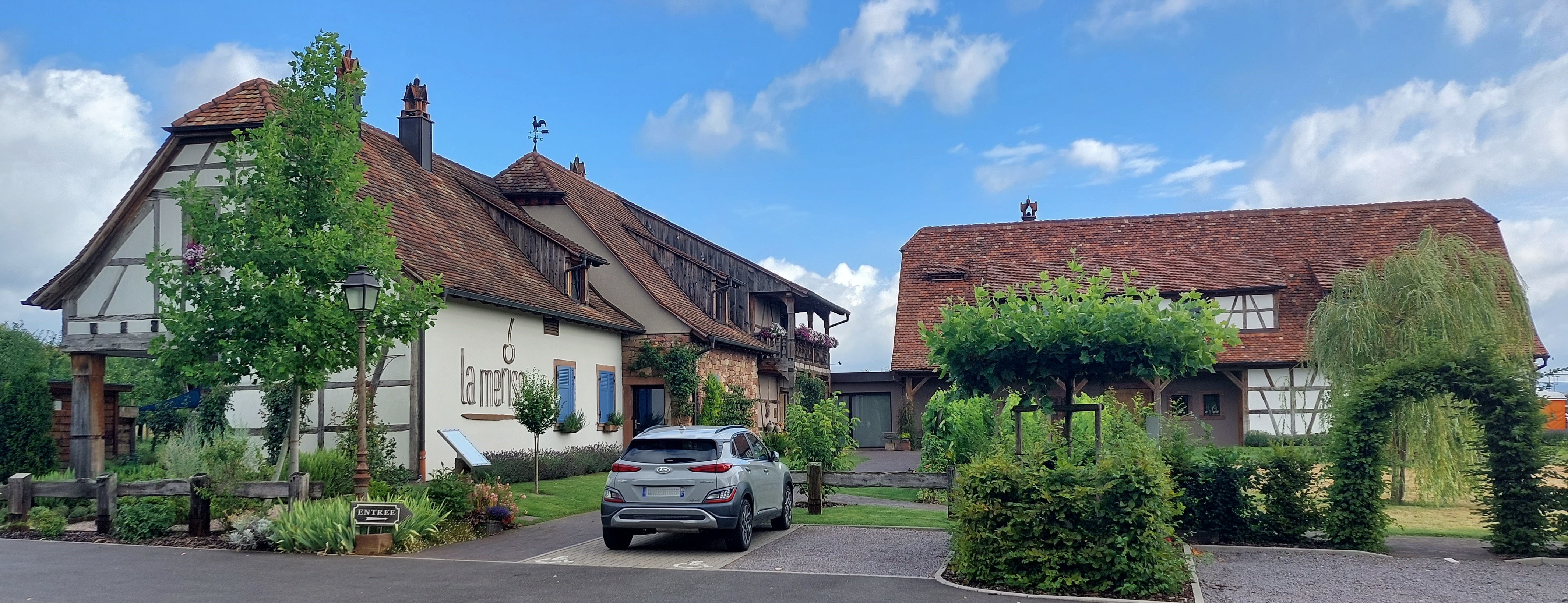
Restaurant "La merise".
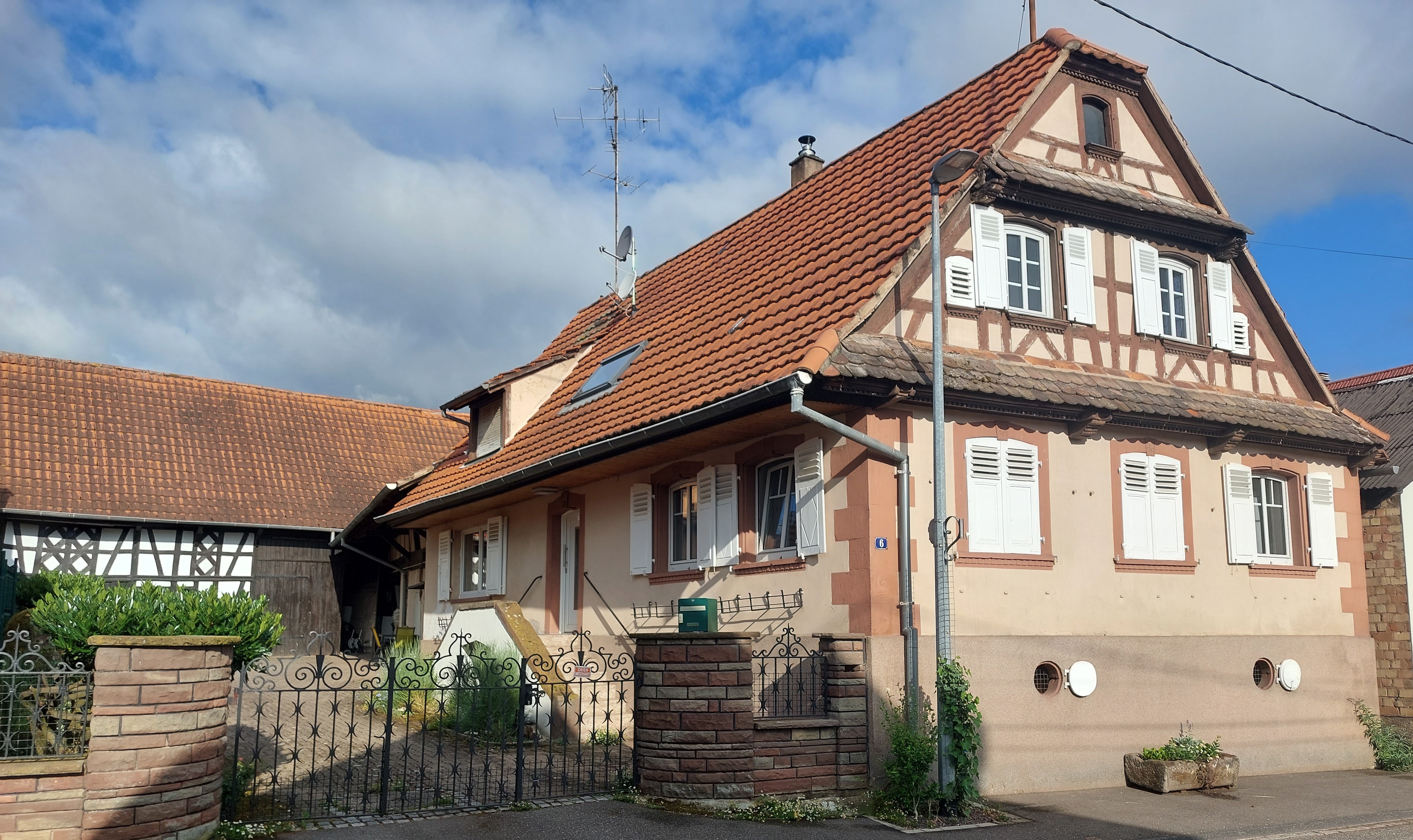
Maison à colombages.

- Église Saint-Joseph[40].

Orgue en tribune,.
- Le mobilier de l'église Saint-Joseph[43] :

* Maître-autel.
* Autel.
* Autel-retable secondaire.
* Cloche de 1736 du fondeur Mathaeus Edel, de Strasbourg, déposée à la mairie.
* Statue : Immaculée Conception.
- Calvaires[51],[52].
- Croix de chemin[53].
- Petit édifice dans le cimetière pour en faire un columbarium[54].
- Monument aux morts[55] : conflits commémorés : guerres 1914-1918 - 1939-1945[56].
- Puits[57].

### Personnalités liées à la commune
- Gilbert Gress (1941-),  footballeur puis entraineur de football, né à Laubach.

### Héraldique
| Blason de Laubach (Bas-Rhin) | Blason  | D'argent au fermail de gueules, sans ardillon. |
| Blason de Laubach (Bas-Rhin) | Détails |                                                |